# Plocopsylla hector
Plocopsylla hector är en loppart som beskrevs av Jordan 1931. Plocopsylla hector ingår i släktet Plocopsylla och familjen Stephanocircidae. Inga underarter finns listade i Catalogue of Life.